# تیرا روفین پرات
تیرا روفین پرات (انگلیسی: Tierra Ruffin-Pratt؛ زادهٔ ۱۱ آوریل ۱۹۹۱) بازیکن بسکتبال اهل ایالات متحده آمریکا است.